# Jegor Sorokin
Jegor Andriejewicz Sorokin (ros. Егор Андреевич Сорокин; ur. 4 listopada 1995 w Petersburgu) – rosyjski piłkarz grający na pozycji środkowego obrońcy. Od 2023 jest zawodnikiem klubu Rubin Kazań.

## Kariera klubowa
Swoją karierę piłkarską Sorokin rozpoczynał w juniorach klubów z Petersburga takich jak: Smena Petersburg (do 2007), Zenit Petersburg (2007-2010), Fakieł Petersburg (2010) i Moskowskaja Zastawa Petersburg (2010-2012). W 2012 roku został zawodnikiem FK Tosno, w którym w sezonie 2012/2013 zadebiutował w czwartej lidze rosyjskiej. W 2014 roku przeszedł do Rubinu Kazań. W sezonie 2014/2015 grał głównie w rezerwach Rubinu, ale 13 września 2014 zdołał zadebiutować w pierwszym zespole w Priemjer Lidze w zwycięskim 2:1 wyjazdowym meczu z FK Rostów, gdy w 90. minucie zmienił Carlosa Eduardo.
W styczniu 2016 Sorokin trafił na wypożyczenie do kazachskiego FK Aktöbe. Swój debiut w nim zanotował 21 maja 2016 w zremisowanym 2:2 domowym meczu z Tarazem. W Aktöbe spędził rok.
Na początku 2017 roku Sorokina znów wypożyczono, tym razem do grającego w Pierwyj diwizion, Nieftiechimika Niżniekamsk. W Nieftiechimiku swój debiut zaliczył 8 marca 2017 w wygranym 1:0 domowym spotkaniu z Zenitem-2 Petersburg. Na wypożyczeniu w Nieftiechimiku grał przez pół roku.
W 2017 roku Sorokin wrócił do Rubinu Kazań. 1 września został sprzedany z Rubinu za 3 miliony euro do FK Krasnodar, ale dzień później wypożyczono go do Rubinu, w którym grał jeszcze przez pół sezonu. Na początku 2020 wrócił do Krasnodaru i 1 marca 2020 zadebiutował w nim w zwycięskim 2:0 domowym meczu z FK Ufa.
| Sezon   | Klub                      | Kraj       | Rozgrywki        | Mecze | Gole |
| ------- | ------------------------- | ---------- | ---------------- | ----- | ---- |
| 2012/13 | Ruan Tosno                | Rosja      | Amatorska Liga   | 11    | 0    |
| 2013/14 | FK Tosno                  | Rosja      | Wtoroj diwizion  | 0     | 0    |
| 2014/15 | Rubin Kazań               | Rosja      | Priemjer-Liga    | 11    | 7    |
| 2014/15 | Rubin-2 Kazań             | Rosja      | Wtoroj diwizion  | 17    | 0    |
| 2015/16 | Rubin Kazań               | Rosja      | Priemjer-Liga    | 0     | 0    |
| 2016    | FK Aktöbe                 | Kazachstan | Priemjer Ligasy  | 29    | 1    |
| 2016/17 | Nieftiechimik Niżniekamsk | Rosja      | Pierwyj diwizion | 10    | 1    |
| 2017/18 | Rubin Kazań               | Rosja      | Priemjer-Liga    | 17    | 0    |
| 2018/19 | Rubin Kazań               | Rosja      | Priemjer-Liga    | 27    | 6    |
| 2019/20 | Rubin Kazań               | Rosja      | Priemjer-Liga    | 14    | 0    |
| 2019/20 | FK Krasnodar              | Rosja      | Priemjer-Liga    | 8     | 0    |
| 2020/21 | FK Krasnodar              | Rosja      | Priemjer-Liga    | 14    | 0    |

## Kariera reprezentacyjna
W reprezentacji Rosji Sorokin zadebiutował 10 września 2018 w wygranym 5:1 towarzyskim meczu z Czechami, rozegranym w Rostowie nad Donem, gdy w 87. minucie zmienił Konstantina Rauscha.